# Ocozías de Judá
Ocozías (אחזיהו המלך) fue el sexto rey de Judá, hijo de Joram y de Atalía, hija del rey Ajab de Israel. Ocozías llegó a gobernar en Jerusalén durante muy poco tiempo, apenas un año.
En 2 Reyes 8:26 se dice que Ocozías habría comenzado su reinado a la edad de 22 años, mientras que en 2 Crónicas 22:2 se nos da la edad de 42 años para su comienzo de reinado. La mayoría de eruditos considera la edad dada en el texto hebreo de Crónicas como producto de una errata de copista. La edad de 22 años también aparece en algunos manuscritos griegos y siríacos del texto de Crónicas.
William F. Albright ha datado su reinado en el año 842 a. C., mientras que E. R. Thiele da la fecha del 841/840 a. C. Bajo la influencia de su madre, Atalía, introdujo otros tipos de cultos paganos, los cuales ofendieron a los hebreos.
Ayudó a su tío, Joram, rey de Israel, en una expedición infructuosa contra Hazael, rey de los arameos. Joram fue herido en la batalla y, cuando Ocozías fue a visitarlo en Jezreel, se encontró en medio de la revuelta de Jehú. Ocozías tuvo que huir para salvar su vida, pero fue herido en el paso de Gur, por lo que le quedaron apenas las fuerzas para llegar a la colina de Megido, donde murió (II Reyes 9:22-28). Así, su reinado se prolongó solo durante un año.
El autor de la inscripción de Tel Dan (encontrada durante unas excavaciones arqueológicas llevadas a cabo entre 1993 y 1994 en Lashish) afirmó haber matado a ambos reyes, tanto a Ocozías, hijo de Joram, como a Joram de Israel; probablemente, el autor del monumento encontrado fuera el propio Hazael, rey de los arameos. Si bien la inscripción es contemporánea al periodo del que habla, los reyes de este periodo son conocidos por reclamar acciones exageradas, con lo que no queda claro si los dos reyes fueron asesinados por Jehú (como aparece en la Biblia) o bien por Hazael (como aparece en la inscripción), o incluso si Jehú actuó en conjunto con Hazael.
| Predecesor: Joram | Rey de Judá 842 a. C. | Sucesor: Atalía |